# Etlingera crispata
Etlingera crispata är en enhjärtbladig växtart som beskrevs av Chong Keat Lim. Etlingera crispata ingår i släktet Etlingera och familjen Zingiberaceae. Inga underarter finns listade i Catalogue of Life.